# День пионерии

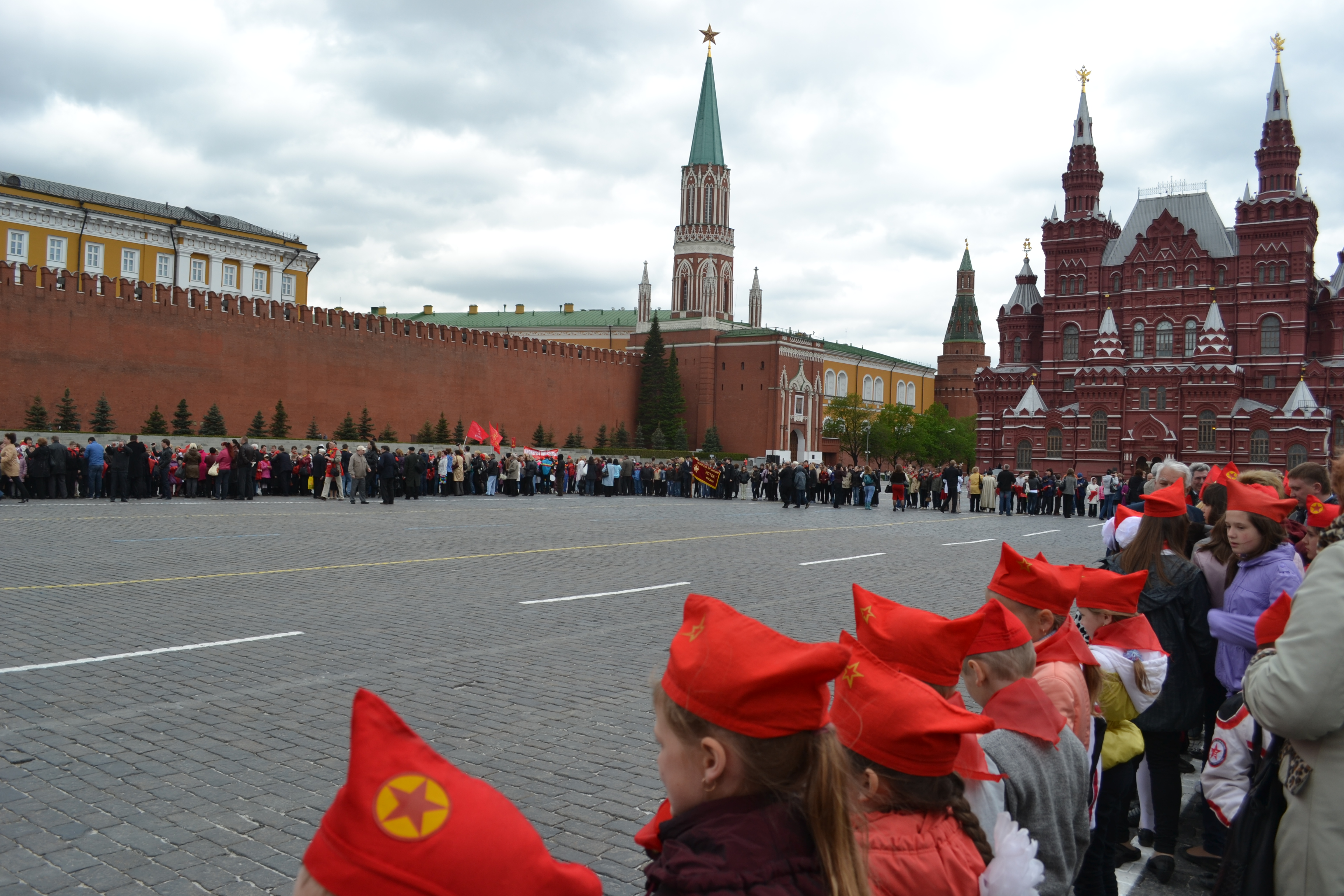
Празднование Дня пионерии в Москве, торжественный приём в пионеры на Красной площади нескольких тысяч пионеров с повязыванием галстуков

День пионе́рии (в современной РФ — День детских общественных объединений) — праздник для детей и подростков, а также вожатых и педагогов, работающих с детьми пионерского (школьного) возраста.
День пионерии отмечается 19 мая в день образования коммунистических детских групп «Юных пионеров» имени Спартака. Организаторами праздника выступают пионерские организации, продолжающие традиции и методы работы пионерского движения. В СССР День пионерии являлся одним из главных праздников советских школьников.

## История и сущность
19 мая 1922 года II всероссийская конференция Комсомола приняла решение о повсеместном создании пионерских отрядов. В честь этого события 19 мая отмечался в СССР как День пионерии.
В советское время ко Дню пионерии в школах проводились «Ленинские уроки», подводились итоги в соревновании между звеньями, отрядами и дружинами в успеваемости, в сборе металлолома, макулатуры. Также в День пионерии проводились сборы, концерты, конкурсы, награждения отличившихся пионеров, пионерские парады и митинги.
В вечернее время при школах в отдельных микрорайонах организовывались и менее формальные гуляния с традиционным «пионерским костром». В РФ в развлекательных центрах и клубах ко Дню пионерии нередко проводятся дискотеки «пионерской тематики», акции, флешмобы.
После роспуска Всесоюзной пионерской организации имени В. И. Ленина День пионерии отмечают детские организации и движения, сохранившие пионерские традиции и методы работы.
Праздничные мероприятия пионерской тематики проводятся как в РФ, так и в других[каких?] республиках бывшего СССР.
Приём в пионеры на Красной площади у мавзолея Ленина ежегодно организует КПРФ. В торжественной церемонии участвуют больше 3000 детей (в 2012 году, юбилейном для пионерии, было принято свыше 5000). Как правило площадь перекрывают, перед съехавшимися с десятков городов РФ школьниками выступает лидер партии Г. А. Зюганов, затем им повязывают галстуки, а после, уже вступившим в пионерские ряды «юным ленинцам», устраивают небольшой концерт.
В Севастополе ежегодно 19 мая проводится шествие учеников образовательных учреждений по центру города.